# Trachemys stejnegeri
Trachemys stejnegeri là một loài rùa trong họ Emydidae. Loài này được Schmidt mô tả khoa học đầu tiên năm 1928.

## Hình ảnh

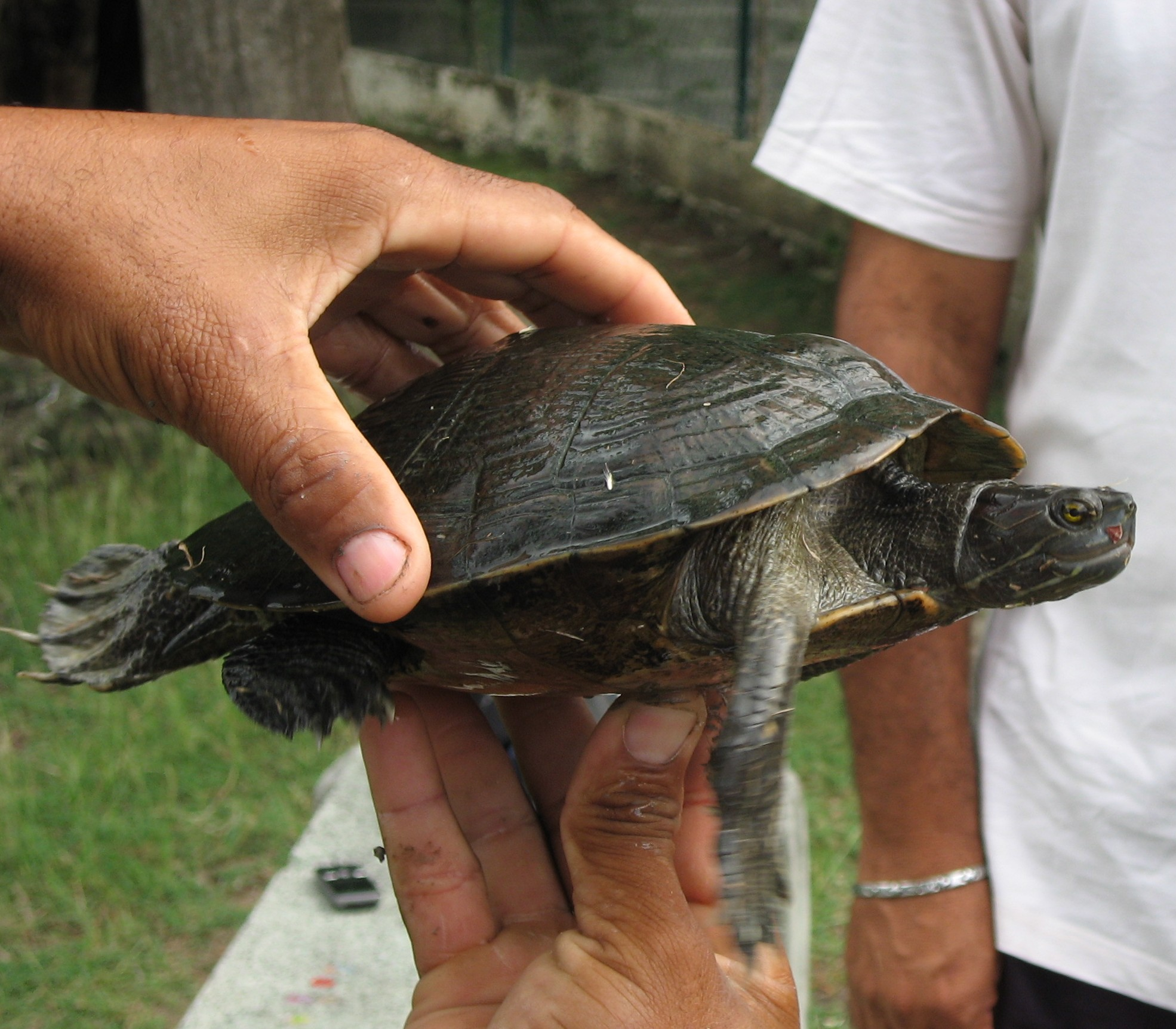